# Kroumovo (Rodopi)
Kroumovo est un village de la province de Plovdiv, au sud de la Bulgarie. Sa superficie est de 19,269 km2. La population était de 3 129 habitants au recensement de 2011. Le village a été fondé en 1639, il s'appelait alors Pashamakhala. Il est situé à 2 km au sud de la rivière Maritsa et à 12 km au sud-est de Plovdiv. 

## Lieux remarquables
- L'aéroport de Plovdiv est situé à proximité du village.
- Le Musée de l'aéronautique de Plovdiv se situe à Kroumovo[3].